# Richard Glatzer
Richard Glatzer (Queens, 28 januari 1952 – Los Angeles, 10 maart 2015) was een Amerikaans scenarioschrijver, filmproducent en filmregisseur.

## Biografie
Richard Glatzer werd in 1952 geboren in de wijk Flushing in het stadsdeel Queens van New York en groeide op in Westbury, Long Island (New York) en in Livingston (New Jersey). Hij behaalde in 1973 een bachelordiploma aan de universiteit van Michigan en een PhD aan de universiteit van Virginia. Midden jaren 1980 begon hij te werken in de filmwereld en werkte mee aan televisieshows zoals Divorce Court en America's Next Top Model. In 1993 draaide hij zijn eerste onafhankelijke film Grief. Glatzer was getrouwd met de Britse regisseur en scenarioschrijver Wash Westmoreland met wie hij in 2001 The Fluffer regisseerde. Ze regisseerden samen nog verschillende speelfilms, Quinceañera (2006), The Last of Robin Hood (2013) en Still Alice (2014). Zes maanden na de première van deze laatste film overleed hij aan de gevolgen van ALS.

## Filmografie

### Films
- Grief (1993, schrijver, regisseur)
- The Fluffer (2001, regisseur)
- Quinceañera (2006, schrijver, regisseur)
- Pedro (2008, producent, acteur)
- The Last Robin Hood (2013, schrijver, regisseur)
- Still Alice (2014, scenarioschrijver, regisseur)

### Televisie
- Divorce Court (1988-1989)
- Tough Enough (2001-2004)
- America's Next Top Model (2003-2013)

## Prijzen & nominaties
Glatzer won 8 filmprijzen en kreeg 2 nominaties, de belangrijkste:
| jaar | prijs                                            | categorie         | genomineerde(n)                           | uitslag     |
| ---- | ------------------------------------------------ | ----------------- | ----------------------------------------- | ----------- |
| 2006 | Sundance Film Festival                           | Grand Jury Prize  | Quinceañera (samen met Wash Westmoreland) | Gewonnen    |
| 2006 | Sundance Film Festival                           | Audience Award    | Quinceañera (samen met Wash Westmoreland) | Gewonnen    |
| 1994 | Sundance Film Festival                           | Grand Jury Prize  | Grief                                     | Genomineerd |
| 1994 | Torino International Gay & Lesbian Film Festival | Best Feature Film | Grief                                     | Gewonnen    |